# Светско првенство у фудбалу за жене 1999. − група Ц
Ѓрупа Ц Светсгог првенства у фудбалу за жене 1999' је играна у периоду од 19. до 26. јуна 1999. У групи су играли Канада, Јапан, Норвешка и Русија.

## Табела
| Pos | Тим      | О | П | Н | И | ГД | ГП | ГР  | Бод. | Qualification                   |
| --- | -------- | - | - | - | - | -- | -- | --- | ---- | ------------------------------- |
| 1   | Норвешка | 3 | 3 | 0 | 0 | 13 | 2  | +11 | 9    | Квалификовала се за нокаут фазу |
| 2   | Русија   | 3 | 2 | 0 | 1 | 10 | 3  | +7  | 6    | Квалификовала се за нокаут фазу |
| 3   | Канада   | 3 | 0 | 1 | 2 | 3  | 12 | −9  | 1    |                                 |
| 4   | Јапан    | 3 | 0 | 1 | 2 | 1  | 10 | −9  | 1    |                                 |

## Утакмице
Сва наведена времена су по локалном времену у САД.

### Јапан и Канада
| Јапан            | (1 : 1)  | Канада                |
| ---------------- | -------- | --------------------- |
| - Нами Отаке 64’ | Извештај | - Силвана Бертини 32’ |

### Норвешка и Русија
| Норвешка                                | (2 : 1)  | Русија                |
| --------------------------------------- | -------- | --------------------- |
| - Брит Сандун 28’ - Мариан Петерсен 68’ | Извештај | - Галина Комарова 78’ |

### Норвешка и Канада
| Норвешка | (7 : 1)  | Канада               |
| --- | -------- | -------------------- |
| - Ан Кристин Аренес 8’, 36’ - Уни Лен 49’ - Хеге Рисе 54’ - Линда Медален 62’ - Мариан Петерсен 76’ - Солвег Гулбрандсен 87’ | Извештај | - Елизабет Хупер 31’ |

### Јапан и Русија
| Јапан | (0 : 5)  | Русија                                                                                           |
| ----- | -------- | ------------------------------------------------------------------------------------------------ |
|       | Извештај | - Лариса Савина 29’ - Олга Летјусонова 52’, 90’ - Наталија Карасева 58’ - Наталија Барбашина 80’ |

### Канада и Русија
| Канада               | (1 : 4)  | Русија                                                                  |
| -------------------- | -------- | ----------------------------------------------------------------------- |
| - Елизабет Хупер 76’ | Извештај | - Ирина Глигоријева 54’ - Елена Фомина 66’, 86’ - Олга Карасајева 90+1’ |

### Норвешка и Јапан
| Норвешка                                                                                    | (4 : 0)  | Јапан |
| ------------------------------------------------------------------------------------------- | -------- | ----- |
| - Хеге Рисе 8’ (пен.) - Хироми Икеда 26’ (а.г.) - Ан Кристин Аренес 36’ - Дагни Мелгрен 61’ | Извештај |       |